# Mikel Zubimendi
Mikel Gotzon Zubimendi Berastegui (San Sebastián, Guipúzcoa, 1971), conocido simplemente como Mikel Zubimendi, es un político español de ideología independentista vasca.
Fue miembro del Parlamento Vasco entre 1994 y 1998. Con posterioridad se integró en la banda terrorista ETA, habiendo cumplido una condena de seis años de cárcel en Francia por este hecho.

## Biografía

### Inicios
Nació en San Sebastián, aunque vivió toda su infancia en la localidad de Vergara de la que se considera natural. 
A principios de los años 1990 destacó como portavoz y dirigente de Jarrai, la organización juvenil independentista vasca de la izquierda abertzale. El 9 de mayo de 1992 fue detenido por la Policía Nacional durante la celebración de V Congreso de Jarrai en el Instituto de Txurdinaga, en Bilbao, aunque posteriormente fue puesto en libertad por orden judicial.

### Parlamentario
En 1994 fue elegido miembro del Parlamento Vasco por Herri Batasuna (HB), siendo el parlamentario más joven de la V Legislatura al contar solo 23 años de edad. Durante los dos años escasos en los que acudió a las sesiones del parlamento fue protagonista de varios sonoros incidentes en la cámara vasca. 
El 30 de noviembre de 1994 Zubimendi originó un primer incidente al acudir con una camiseta en la que increpaba a la Ertzaintza (zipaioak hiltzaileak, es decir, 'cipayos asesinos'), al que sumó un enfrentamiento con miembros de este cuerpo de policía en las inmediaciones del Parlamento. Pero durante su época como parlamentario sobre todo es recordado por el incidente que provocó el 24 de marzo de 1995, cuando arrojó un saco de cal viva sobre el escaño vacío de Ramón Jáuregui, entonces consejero del Gobierno Vasco y líder del PSE-EE, a fin de denunciar la responsabilidad de ese partido en la creación y las actividadades del grupo terrorista GAL y en las consiguientes torturas, hasta la muerte, de dos ciudadanos vascos en los asesinatos de José Antonio Lasa y José Ignacio Zabala. Este gesto le supuso una sanción disciplinaria.
En enero de 1996, sin haberse cumplido la mitad de la legislatura, Zubimendi abandonó repentinamente la vida pública y desapareció del País Vasco. Unas semanas más tarde HB emitió un comunicado informando de que Zubimendi residía en Dinamarca para «eludir la presión policial a que era sometido por su reconocida militancia en Jarrai». Sin embargo, desde medios policiales se consideraba que Zubimendi había huido del país para evitar una eventual condena de dos años de cárcel por insumisión, delito por el que tenía una causa abierta desde 1992; y que no residía en Dinamarca sino en algún lugar cerca de París. A pesar de haber desaparecido de la vida pública, HB no sustituyó a Zubimendi como parlamentario y mantuvo oficialmente su cargo hasta finalizar la legislatura. En febrero de 1997 el Parlamento Vasco le sancionó por inasistencia reiterada.

### Integración en ETA
No se supo nada del paradero ni de las actividades de Zubimendi hasta que en marzo de 1999 fue detenido por la Policía francesa en París. Zubimendi estaba en compañía de José Javier Arizcuren, Kantauri, jefe del aparato militar de ETA y otros cinco miembros de la banda. La detención se produjo durante la tregua de ETA propiciada por el Pacto de Estella. Al parecer Zubimendi se había integrado en ETA después de su desaparición de la vida pública.
Zubimendi fue condenado a seis años de cárcel en 2000 por el Tribunal Correccional de París por los delitos de asociación de malhechores con fines terroristas, tenencia ilícita de armas y falsificación de documentos. En la sentencia se le atribuyó «un rol eminente de responsabilidad» en el seno de ETA. 
Tras cumplir su condena, el 7 de marzo de 2005 fue liberado en la frontera y expulsado del país. Al no tener ninguna causa pendiente en España, no fue detenido.

### Regreso a la vida política
Tras su regreso a España, Mikel Zubimendi se reintegró a la actividad política, como miembro de Batasuna, partido que en marzo de 2003 había sido ilegalizado. El 18 de marzo de 2006 fue elegido miembro de la Mesa Nacional (órgano directivo) de Batasuna y el 5 de octubre de 2007 fue detenido en Segura (Guipúzcoa) junto con otros miembros de la dirección de Batasuna mientras mantenían una reunión para la renovación de la Mesa Nacional. Tras esa detención, Zubimendi estuvo dos años y medio en prisión preventiva acusado de pertenencia a organización terrorista, hasta que fue liberado en abril de 2010 bajo fianza. Actualmente permanece alejado de la primera línea pública de la política.